# يان-أولوف لارسون
يان-أولوف لارسون هو سياسي سويدي، ولد في 1951. نشط حزبياً في حزب العمال الديمقراطي الاشتراكي السويدي.

## مناصب
- انتخب Member of the Committee on Environment and Agriculture ‏ (7 أكتوبر 2014 – 9 يناير 2017).
- انتخب member of the Committee on European Union Affairs ‏ (7 أكتوبر 2014 – 14 أكتوبر 2015).
- انتخب Member of the Committee on Environment and Agriculture ‏ (12 أكتوبر 2010 – 29 سبتمبر 2014).
- انتخب Member of the Committee on Environment and Agriculture ‏ (10 أكتوبر 2006 – 4 أكتوبر 2010).
- انتخب Member of the Committee on Environment and Agriculture ‏ (8 أكتوبر 2002 – 2 أكتوبر 2006).
- في الانتخابات العامة السويدية 2014، انتخب عضو البرلمان السويدي [الإنجليزية]‏ عن دائرة Västra Götaland County West (Riksdag constituency) [الإنجليزية]‏ وقد انضم خلال فترته النيابية (29 سبتمبر 2014 – 9 يناير 2017) للكتلة البرلمانية حزب العمال الديمقراطي الاشتراكي السويدي.
- في الانتخابات العامة السويدية 2010 [الإنجليزية]‏، انتخب عضو البرلمان السويدي [الإنجليزية]‏ عن دائرة Västra Götaland County West (Riksdag constituency) [الإنجليزية]‏ وقد انضم خلال فترته النيابية (4 أكتوبر 2010 – 29 سبتمبر 2014) للكتلة البرلمانية حزب العمال الديمقراطي الاشتراكي السويدي.
- في الانتخابات العامة السويدية 2006 [الإنجليزية]‏، انتخب عضو البرلمان السويدي [الإنجليزية]‏ عن دائرة Västra Götaland County West (Riksdag constituency) [الإنجليزية]‏ وقد انضم خلال فترته النيابية (2 أكتوبر 2006 – 4 أكتوبر 2010) للكتلة البرلمانية حزب العمال الديمقراطي الاشتراكي السويدي.
- في الانتخابات العامة السويدية 2002 [الإنجليزية]‏، انتخب عضو البرلمان السويدي [الإنجليزية]‏ عن دائرة Västra Götaland County West (Riksdag constituency) [الإنجليزية]‏ وقد انضم خلال فترته النيابية (30 سبتمبر 2002 – 2 أكتوبر 2006) للكتلة البرلمانية حزب العمال الديمقراطي الاشتراكي السويدي.
- انتخب عضو البرلمان السويدي [الإنجليزية]‏ (12 ديسمبر 2001 – 13 يناير 2002).